# 板門閣
板門閣（はんもんかく、朝鮮語: 판문각、パンムンガク）は、朝鮮民主主義人民共和国（北朝鮮）開城特別市、板門店の共同警備区域内に位置する連絡事務所である。
1969年竣工、1994年増築。地上3階建て。2018年5月の南北首脳会談では会場として用いられた。

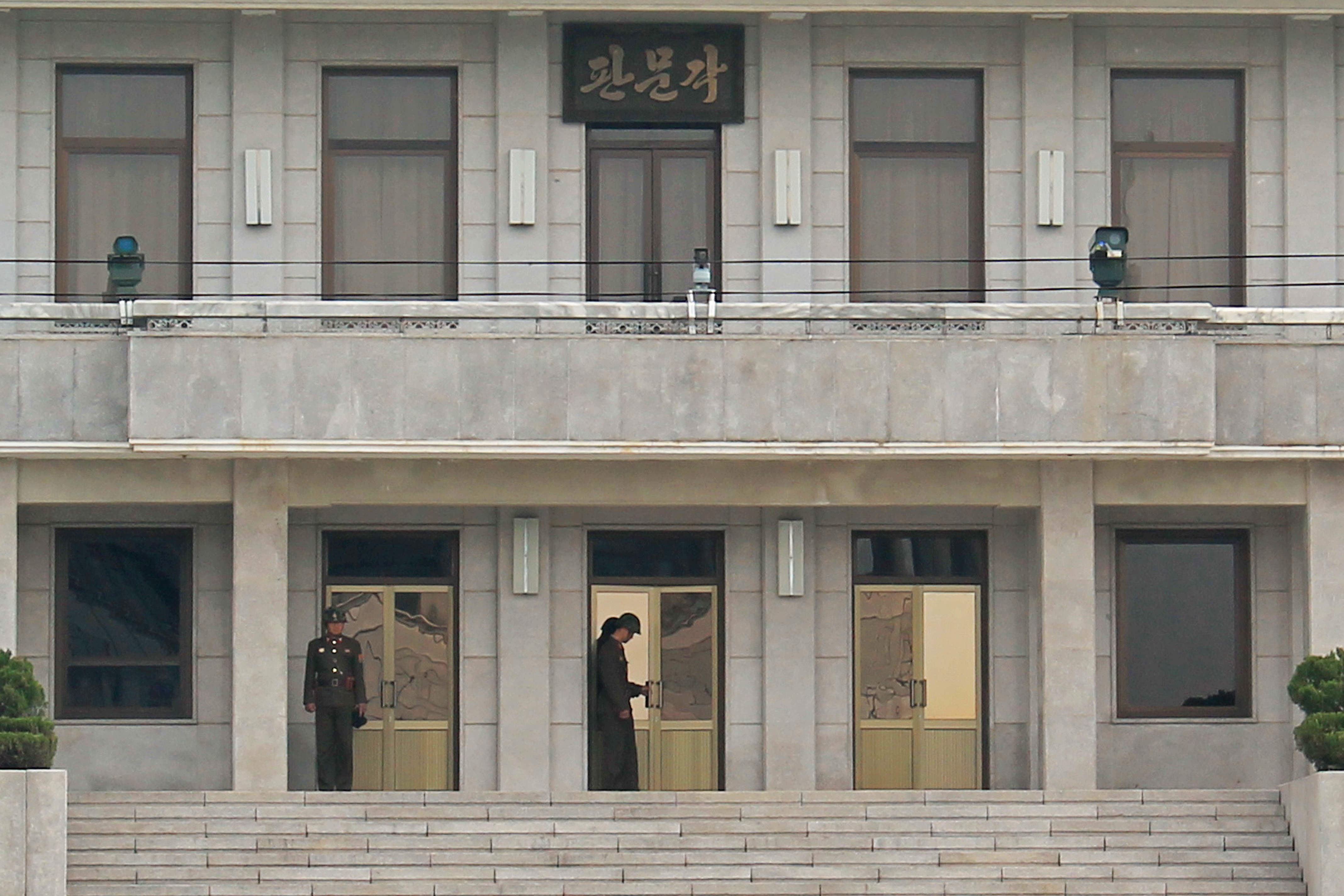
板門閣正面出入口。2013年5月。
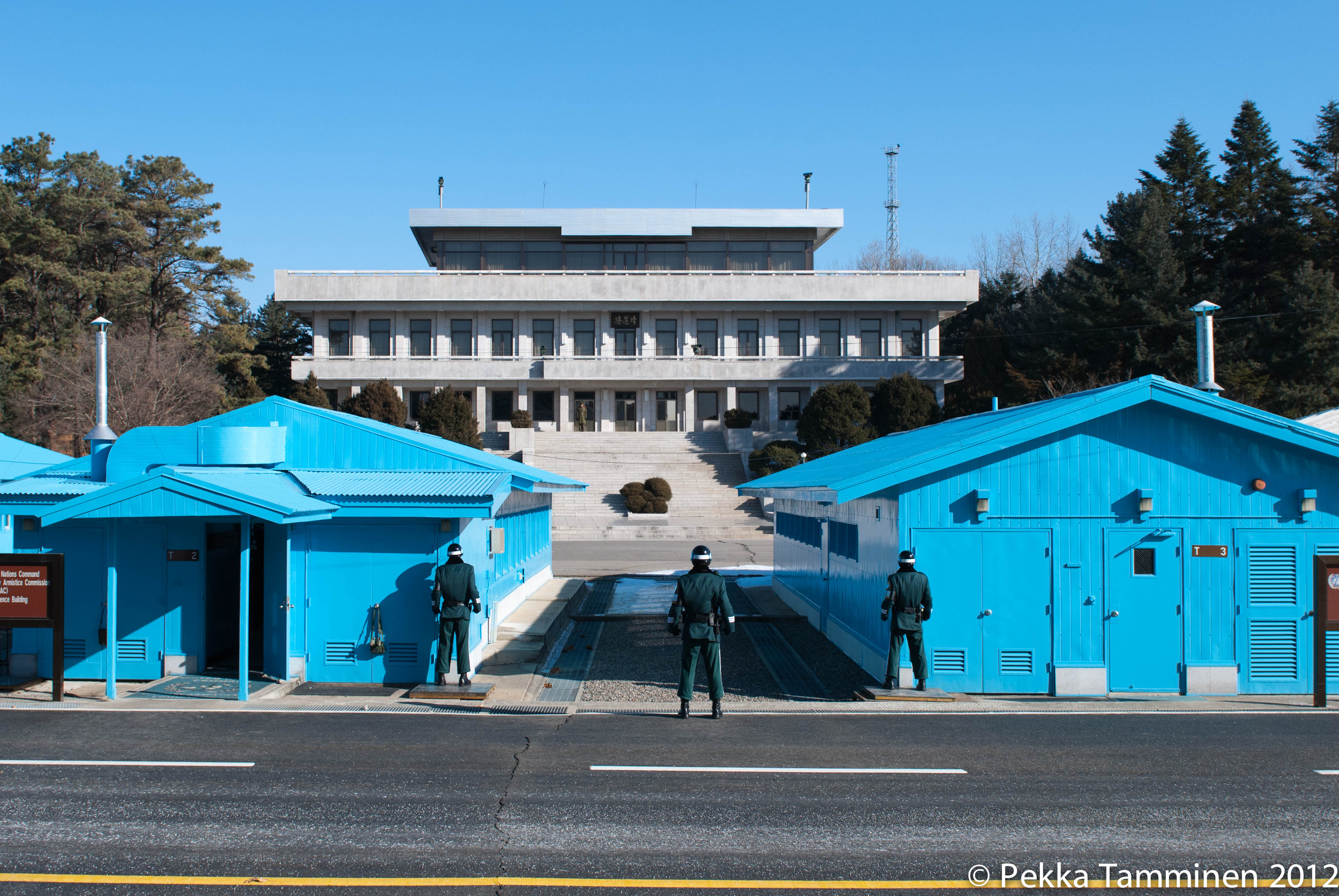
大韓民国側から望む板門閣。2012年12月。
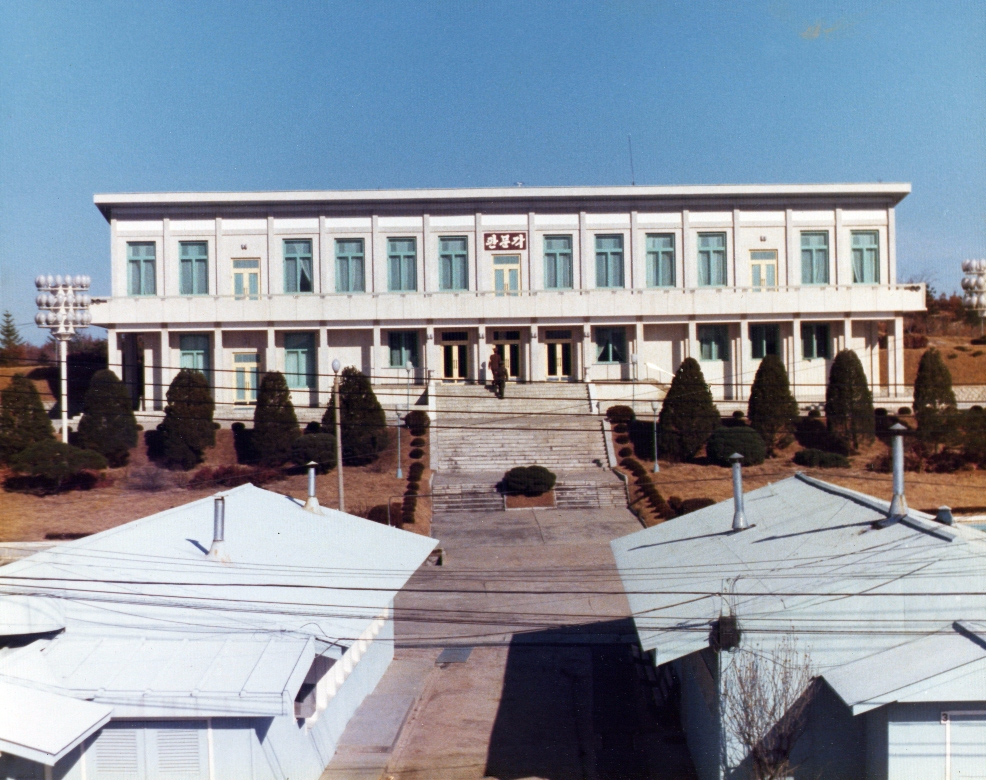
増築前の板門閣。1976年3月。